# زقاق الكوابيس
زقاق الكوابيس (بالإنجليزية: Nightmare Alley)‏ هُو فيلم إثارة نفسي أمريكي صدر عام 2021 من إخراج جييرمو ديل تورو، ومُقتبس من رواية تحمل نفس الاسم من تأليف وليم ليندسي غريشام.

## القصة
يتعاون محتال فاسد مع طبيبة نفسية لخداع الناس من أجل المال.

## طاقم التمثيل
- برادلي كوبر في دور ستانتون «ستان» كارلايل.
- كيت بلانشيت في دور الدكتورة ليليث ريتر.
- ويليم دافو في دور كليم هوتي.
- توني كوليت في دور زينة كرومبين.
- ريتشارد جينكينز في دور عزرا جريندل.
- رون بيرلمان في دور برونو.
- روني مارا في دور مولي كاهيل.
- ديفيد ستراثيرن في دور بيت كرومبين.
- هولت ماكالاني في دور أندرسون.
- جيم بيفر في دور الضابط جديديا جود.
- مارك بوفينيلي في دور الرائد.
- ماري ستينبرغن في دور ملكة جمال هارينغتون.
- رومينا باور.
- بول أندرسون.
- ديفيد هيوليت.

## الإنتاج
بدأ التصوير الرئيسي للفيلم في 21 يناير 2020. في 13 مارس، أوقفت شركة والت ديزني إنتاج الفيلم بسبب انتشار وباء فيروس كورونا. تم استئناف الإنتاج في 16 سبتمبر.

## روابط خارجية
زقاق الكوابيس على موقع IMDb (الإنجليزية)
- زقاق الكوابيس على موقع ميتاكريتيك (الإنجليزية)
- زقاق الكوابيس على موقع روتن توميتوز (الإنجليزية)
- زقاق الكوابيس على موقع ألو سيني (الفرنسية)
- زقاق الكوابيس على موقع أول موفي (الإنجليزية)
- زقاق الكوابيس على موقع فيلمافينيتي (الإسبانية)
- زقاق الكوابيس على موقع قاعدة بيانات الأفلام السويدية (السويدية)
- زقاق الكوابيس على موقع قاعدة بيانات الفيلم (الإنجليزية)
- زقاق الكوابيس على موقع ليتربوكسد (الإنجليزية)
- زقاق الكوابيس على موقع كينوبويسك (الروسية)